# Thomas Frye
Pour les articles homonymes, voir Frye.
Thomas Frye (Dublin, ca. 1710 - Londres, 1762) est un artiste anglo-irlandais, connu pour ses portraits à l'huile ou au pastel, dont des miniatures, et pour ses gravures en manière noire. Il a aussi déposé le brevet de la porcelaine de Bow à Londres et prétend dans son épitaphe être l'« inventeur et premier fabricant de porcelaine en Angleterre », bien que ses rivaux de la porcelaine de Chelsea semblent l'avoir précédé en ayant mis les premiers produits en céramique sur le marché.

## Biographie
Thomas Frye est né vers 1710 à Edenderry, Comté d'Offaly, en Irlande, deuxième d'une fratrie de sept enfants de John Fry (1670–1752) et d'Anne Harrington.
Dans sa jeunesse, il part à Londres pour se former comme artiste. Ses premières œuvres sont deux portraits de garçons au pastel, dont l'un, Earl of Iveagh, est daté de 1734. Il peint pour la Worshipful Company of Saddlers (en) (une guilde de Londres) un portrait en pied de Frédéric de Galles (1736, détruit en 1940), qu'il grave en manière noire et publie en 1741.
Lui et son bailleur de fonds, le marchand londonien Edward Heylyn (en), enregistrent un brevet pour du kaolin qu'il va importer de la colonie anglaise de Virginie en novembre 1745. Il devient ainsi le directeur de la porcelaine de Bow.
Il se retire au pays de Galles en 1759 pour prendre soin de ses poumons, mais repart rapidement à Londres pour reprendre son activité de graveur. Il publie des séries de portraits en manière noire à taille réelle qui l'ont rendu célèbre. Ses deux séries de portraits à taille réelle sont publiées en 1760-1762 et bénéficie d'une abondante publicité dans la presse londonienne. Les visages, bien que tirés de sujets réels, sont présentés comme des pièces de genre de classe.
Il meurt de tuberculose pulmonaire le 2 avril 1762,. et est enterré à Hornsey.
Il avait cinq enfants, dont deux filles qui l'ont assisté à la peinture de porcelaine à la manufacture de Bow. L'une d'elles a été employée par Josiah Wedgwood à Wedgwood pour peintre des personnages du style d'Étrurie de 1759 à sa mort en 1776[réf. souhaitée].
La fabrique de porcelaine de Bow ne survit pas longtemps Frye : elle est renflouée par William Duesbury, propriétaire de la fabrique de porcelaine de Derby, qui l'achète aux enchères en mai 1774, avant d'être définitivement fermée, en 1776.

Œuvres de Thomas Frye
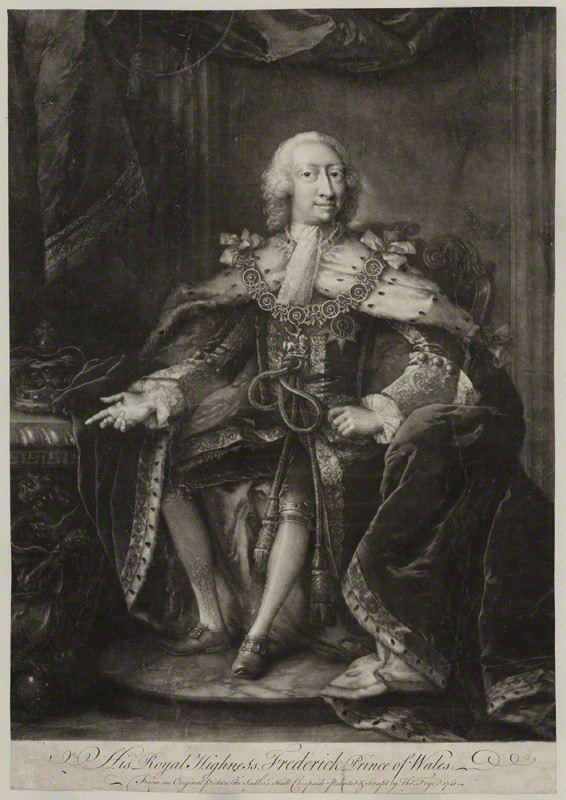
Portrait de Frederick, Prince of Wales (1707-1751), 1734 (publiée en 1741), National Portrait Gallery.
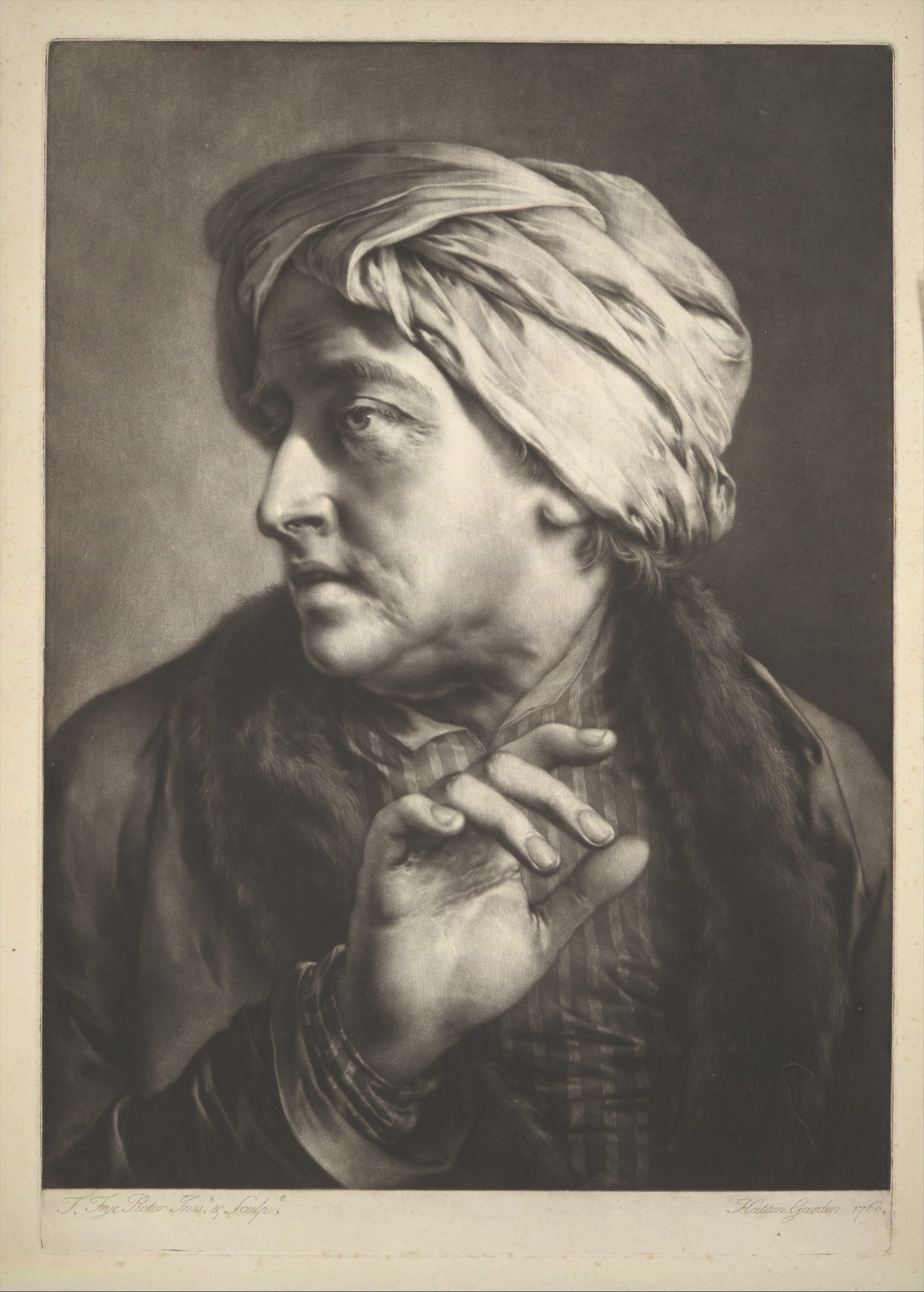
Head of a Man Wearing a Turban, 1760, Metropolitan Museum of Art.
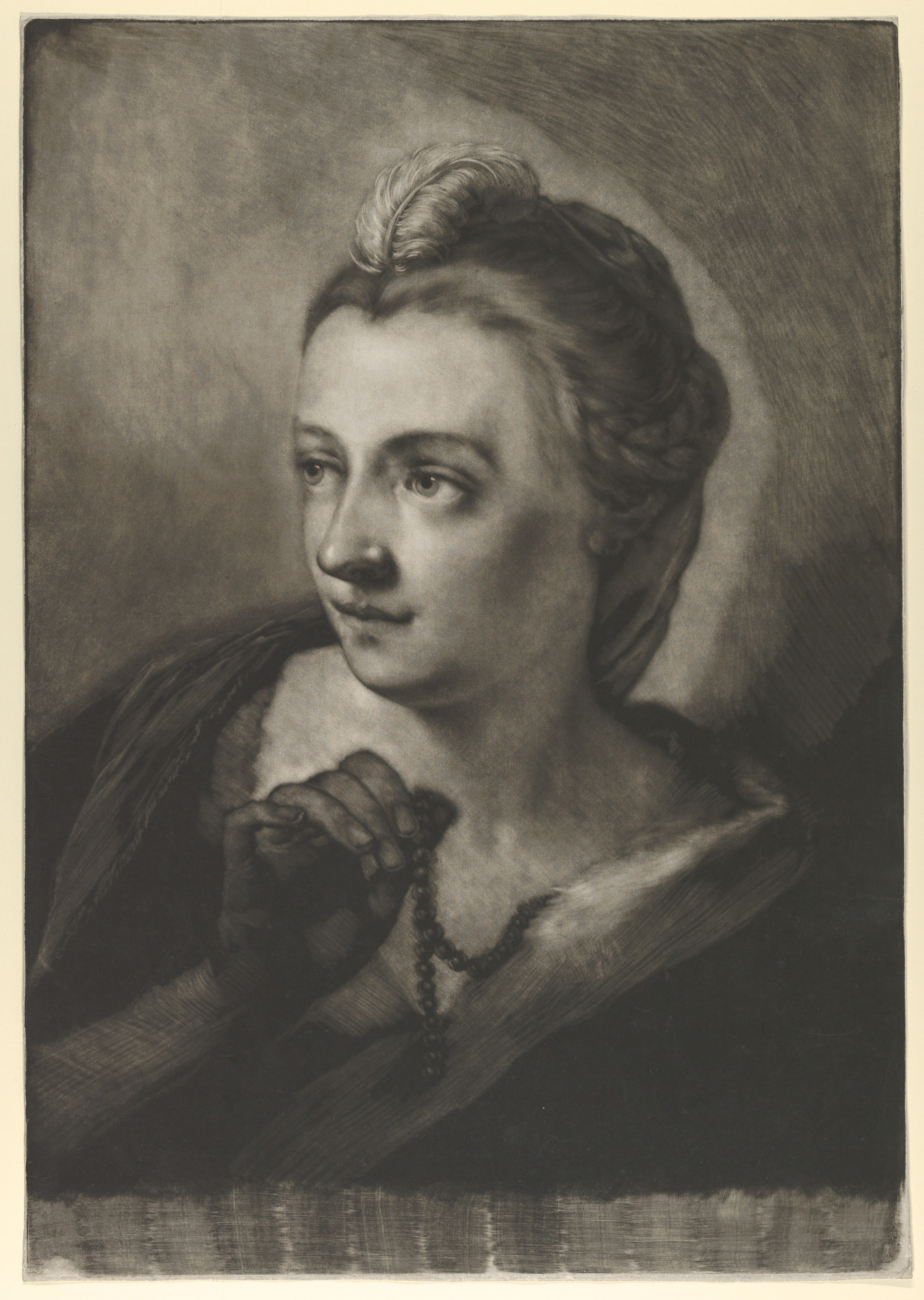
Girl Holding Up Her Necklace, 1760, Metropolitan Museum of Art.
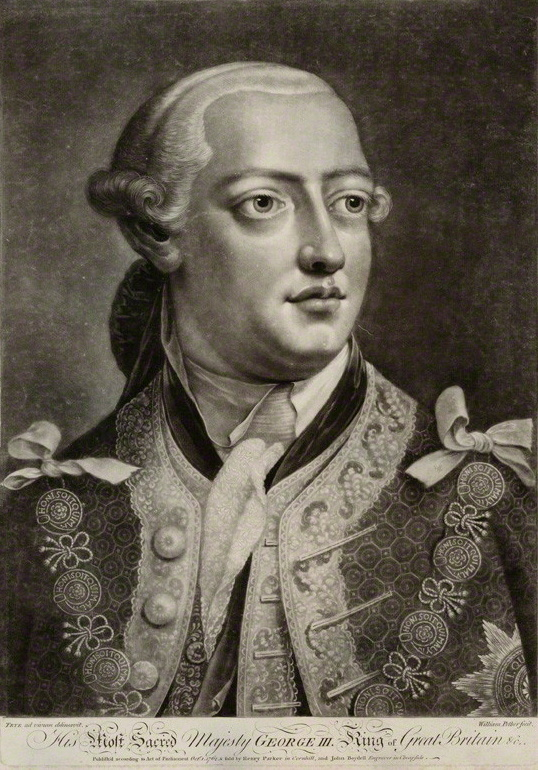
Portrait de George III of the United Kingdom (1738-1820), 1762, National Portrait Gallery.